# Pterobrycon myrnae
Pterobrycon myrnae és una espècie de peix de la família dels caràcids i de l'ordre dels caraciformes.

## Morfologia
- Els mascles poden assolir 3,9 cm de llargària total.[3]

## Hàbitat
Viu en zones de clima tropical entre 23 °C - 26 °C de temperatura.

## Distribució geogràfica
Es troba a Centreamèrica: conques fluvials del vessant pacífic del sud de Costa Rica.